# Лінклаєн (Нью-Йорк)
Лінклаєн (англ. Lincklaen) — місто (англ. town) в США, в окрузі Ченанго штату Нью-Йорк. Населення — 361 особа (2020).

## Демографія
Згідно з переписом 2010 року, у місті мешкало 396 осіб у 162 домогосподарствах у складі 108 родин. Було 247 помешкань
Расовий склад населення:
| - 98,0 % — білих - 0,5 % — азіатів - 0,3 % — корінних американців |

До двох чи більше рас належало 0,8 %. Частка іспаномовних становила 1,8 % від усіх жителів.
За віковим діапазоном населення розподілялося таким чином: 22,0 % — особи молодші 18 років, 64,1 % — особи у віці 18—64 років, 13,9 % — особи у віці 65 років та старші. Медіана віку мешканця становила 42,5 року. На 100 осіб жіночої статі у місті припадало 106,2 чоловіків;  на 100 жінок у віці від 18 років та старших — 117,6 чоловіків також старших 18 років.
Середній дохід на одне домашнє господарство  становив 59 996 доларів США (медіана — 60 341), а середній дохід на одну сім'ю — 67 575 доларів (медіана — 64 500). Медіана доходів становила 36 786 доларів для чоловіків та 37 500 доларів для жінок. За межею бідності перебувало 16,3 % осіб, у тому числі 26,3 % дітей у віці до 18 років та 1,2 % осіб у віці 65 років та старших.
Цивільне працевлаштоване населення становило 183 особи. Основні галузі зайнятості: виробництво — 20,2 %, будівництво — 16,9 %, сільське господарство, лісництво, риболовля — 15,3 %, освіта, охорона здоров'я та соціальна допомога — 14,8 %.